# Robert Diggelmann
Robert Diggelmann (ur. 20 stycznia 1924, zm. 7 stycznia 2018) – szwajcarski zapaśnik walczący w stylu klasycznym. Olimpijczyk z Londynu 1948, gdzie zajął trzynaste miejsce w kategorii do 73 kg.

## Letnie Igrzyska Olimpijskie 1948
| Konkurencja          | Rundy eliminacyjne         | Rundy eliminacyjne | Klas. końcowa |
| Konkurencja          | Przeciwnik I               | Przeciwnik II      | Miejsce       |
| -------------------- | -------------------------- | ------------------ | ------------- |
| 73 kg styl klasyczny | Alberto Longarella (ARG) P | Nic Felgen (LUX) P | 13.           |